# Villa Allende
Villa Allende – miasto w Argentynie, położone w środkowej części prowincji Córdoba.

## Opis
Miejscowość została założona w 1889 roku. Przez miasto przebiega droga krajowa-RP58. W Villa Allende znajduje się Park Rozrywki.

## Demografia
.